# Rice, Minnesota
Rice är en ort i Benton County i Minnesota. Vid 2010 års folkräkning hade Rice 1 275 invånare.